# Ghayas Zahid
Ghayas Zahid (Oslo, 8 settembre 1994) è un calciatore norvegese di origini pakistane, centrocampista del Partizan.

## Carriera

### Club
Dopo aver giocato nel Klemetsrud dai 5 ai 14 anni, Zahid è passato al Vålerenga, squadra in cui ha cominciato la sua carriera professionistica. Ha esordito nell'Eliteserien il 10 agosto 2012, subentrando a Chad Barrett nella vittoria per 3-1 sull'Odd Grenland. L'8 novembre successivo, ha firmato il primo contratto professionistico con il club di Oslo, che sarebbe stato valido per tre stagioni.
Il 1º maggio 2013 ha realizzato la prima rete per il Vålerenga, nella vittoria per 1-8 in casa dell'Ullern, sfida valida per il primo turno del Norgesmesterskapet.
Il 10 agosto dello stesso anno, è passato all'Ullensaker/Kisa con la formula del prestito. Ha debuttato nella 1. divisjon in data 11 agosto, sostituendo Ole Kristian Langås nella vittoria per 4-0 sul Follo. Ha totalizzato 10 presenze in squadra, per poi tornare al Vålerenga.
Il 21 novembre 2014, il Vålerenga ha annunciato ufficialmente di aver rinnovato il contratto di Zahid fino al 30 giugno 2017. In vista del campionato 2015, ha scelto la maglia numero 10.
Il 24 ottobre 2016 ha ricevuto la candidatura come miglior centrocampista del campionato al premio Kniksen, andato poi a Mike Jensen.
Il 31 agosto 2017, Zahid è stato ceduto a titolo definitivo all'APOEL.

### Nazionale
Zahid ha giocato per la Norvegia under 19 nel corso del 2013. A maggio 2014 è stato convocato dal commissario tecnico della Nazionale Under-21 Leif Gunnar Smerud in vista della partita valida per le qualificazioni all'Europeo di categoria 2015 contro l'Azerbaigian. Il 1º giugno è stato così titolare nella vittoria per 0-1 sul campo degli azeri. Il 6 settembre 2016 ha trovato la prima rete, nella sconfitta per 6-1 sul campo dell'Inghilterra.
A marzo 2018, il Pakistan ha mostrato interesse nel convocare Zahid, eleggibile anche da questa Nazionale in virtù delle sue origini, col giocatore che si è mostrato possibilista.

## Statistiche

### Presenze e reti nei club
Statistiche aggiornate al 31 agosto 2017.
| Stagione         | Club             | Campionato       | Campionato | Campionato | Coppe nazionali | Coppe nazionali | Coppe nazionali | Coppe continentali | Coppe continentali | Coppe continentali | Supercoppe | Supercoppe | Supercoppe | Totale | Totale |
| Stagione         | Club             | Comp             | Pres       | Reti       | Comp            | Pres            | Reti            | Comp               | Pres               | Reti               | Comp       | Pres       | Reti       | Pres   | Reti   |
| ---------------- | ---------------- | ---------------- | ---------- | ---------- | --------------- | --------------- | --------------- | ------------------ | ------------------ | ------------------ | ---------- | ---------- | ---------- | ------ | ------ |
| 2012             | Vålerenga        | ES               | 4          | 0          | CN              | 0               | 0               | -                  | -                  | -                  | -          | -          | -          | 4      | 0      |
| gen.-ago. 2013   | Vålerenga        | ES               | 3          | 0          | CN              | 2               | 1               | -                  | -                  | -                  | -          | -          | -          | 5      | 1      |
| ago.-dic. 2013   | Ullensaker/Kisa  | 1D               | 10         | 0          | CN              | -               | -               | -                  | -                  | -                  | -          | -          | -          | 10     | 0      |
| 2014             | Vålerenga        | ES               | 29         | 9          | CN              | 4               | 0               | -                  | -                  | -                  | -          | -          | -          | 33     | 9      |
| 2015             | Vålerenga        | ES               | 29         | 7          | CN              | 2               | 0               | -                  | -                  | -                  | -          | -          | -          | 31     | 7      |
| 2016             | Vålerenga        | ES               | 28         | 8          | CN              | 4               | 1               | -                  | -                  | -                  | -          | -          | -          | 32     | 9      |
| gen.-ago. 2017   | Vålerenga        | ES               | 18         | 5          | CN              | 4               | 3               | -                  | -                  | -                  | -          | -          | -          | 22     | 8      |
| Totale Vålerenga | Totale Vålerenga | Totale Vålerenga | 104        | 29         |                 | 16              | 5               |                    | -                  | -                  |            | -          | -          | 120    | 34     |
| ago. 2017-2018   | APOEL            | A                | 0          | 0          | CC              | 0               | 0               | UCL                | 0                  | 0                  | SC         | -          | -          | 10     | 0      |
| Totale           | Totale           | Totale           | 121        | 29         |                 | 16              | 5               |                    | 0                  | 0                  |            | -          | -          | 137    | 34     |

### Cronologia presenze e reti in nazionale
| Cronologia completa delle presenze e delle reti in nazionale ― Islanda | Cronologia completa delle presenze e delle reti in nazionale ― Islanda | Cronologia completa delle presenze e delle reti in nazionale ― Islanda | Cronologia completa delle presenze e delle reti in nazionale ― Islanda | Cronologia completa delle presenze e delle reti in nazionale ― Islanda | Cronologia completa delle presenze e delle reti in nazionale ― Islanda | Cronologia completa delle presenze e delle reti in nazionale ― Islanda | Cronologia completa delle presenze e delle reti in nazionale ― Islanda |
| Data                                                                   | Città                                                                  | In casa                                                                | Risultato                                                              | Ospiti                                                                 | Competizione                                                           | Reti                                                                   | Note                                                                   |
| ---------------------------------------------------------------------- | ---------------------------------------------------------------------- | ---------------------------------------------------------------------- | ---------------------------------------------------------------------- | ---------------------------------------------------------------------- | ---------------------------------------------------------------------- | ---------------------------------------------------------------------- | ---------------------------------------------------------------------- |
| 6-6-2018                                                               | Oslo                                                                   | Norvegia                                                               | 1 – 0                                                                  | Panama                                                                 | Amichevole                                                             | -                                                                      | 89’                                                                    |
| 18-11-2020                                                             | Vienna                                                                 | Austria                                                                | 1 – 1                                                                  | Norvegia                                                               | UEFA Nations League 2020-2021                                          | 1                                                                      | 81’                                                                    |
| Totale                                                                 |                                                                        | Presenze                                                               | 2                                                                      |                                                                        | Reti                                                                   | 1                                                                      |                                                                        |

## Palmarès

### Club

#### Competizioni nazionali
- Campionato cipriota: 2

APOEL: 2017-2018, 2018-2019
- TFF 1. Lig: 1

Ankaragücü: 2021-2022